# Tıxlı
Tıxlı è un comune dell'Azerbaigian situato nel distretto di Xızı. Conta una popolazione di 546 abitanti.